# 象群女王
《象群女王》（英語：The Elephant Queen）是維多利亞·史東（Victoria Stone）和馬克·迪博利（Mark Deeble）執導的2018年紀錄片，由切瓦特·艾乔福負責旁白部分。電影講述非洲大草原的大象家族被迫離開水窪，踏上旅程。影片由盧辛達·恩格哈特（Lucinda Englehart）以迪博利與史東（Deeble & Stone）的名義製作。
《象群女王》在2019年评论家选择电影奖入圍最佳科學/自然紀錄片和最佳旁白。

## 劇情
雅典娜（Athena）是頭50歲的母象，也是一群成年雌性、成年雄性和雌性幼象的女族長，群象包括她的母親瑪拉（Mala）、大女兒米莉（Milli）和新生的咪咪（Mimi）。大象生活在被稱為王國的鄉村地區，周圍佈滿了水窪。水窪還是牛蛙、變色龍、蜣螂、鱂魚和水生龜。動物在《象群女王》中都是有著性格且住在共生和諧的環境，而旱災迫使象群離開周圍環境去到遙遠的疏林草原，但牠們必須吃飽喝足才能航行200英里到下個水窪。女族長雅典娜面臨兩難，是等待咪咪變強壯來應付長途旅行，還是為她和家人的安危而繼續前行。

## 演員
英國演員切瓦特·艾乔福為大象家族的旅程作旁白。

## 製作
導演迪博利和史東表示從未將大象作為拍攝的主題。2009年，肯亞安博塞利國家公園遭遇旱災，這讓他們「打開眼界」去講述大象的故事。兩人在談到身臨其境去捕捉非洲大象生活時表示：
因為這是一個關於女性領導能力的故事，所以我們要找充滿魅力的女族長大象，而我們也花很長時間去找理想的大象。——維多利亞·史東和馬克·迪博利，《Deadline Hollywood》
兩人在肯亞東察沃國家公園追拍雅典娜和其象群超過4年。

## 發行
2018年9月8日，《象群女王》在多倫多國際影展舉行首映。之後在倫敦影展、圣丹斯电影节、蒙克萊影展和雪梨影展放映。《象群女王》作為A24和蘋果協議的試驗性作品，於2019年10月18日在影院首映，而A24於Apple TV+獨家播放前在美國有線上映電影。電影於2019年11月1日在Apple TV+播放。

## 外部連結
- 《象群女王》官方網站
- 《象群女王》宣傳網站 （页面存档备份，存于）
- 互联网电影数据库（IMDb）上《象群女王》的资料（英文）